# جربارة قلبية
جربارة قلبية (الاسم العلمي:Gerbera cordata) هي نوع من النباتات تتبع جنس الجربارة من الفصيلة النجمية.